# 75è Regiment de Rangers
El 75è Regiment de Rangers (en anglès: 75th Ranger Regiment), també conegut com a Exèrcit Ranger, és una unitat de forces especials aerotransportades d'infanteria lleugera, que actualment forma part del Comandament d'Operacions Especials de l'Exèrcit dels Estats Units. El Regiment té la seva base a Fort Benning, Geòrgia, i està compost per una Batalló de Tropes Especials i tres batallons de Rangers. La missió principal del regiment és dur a terme accions directes en ambients hostils o sensibles a tot al món, sovint assassinant o capturant objectius d'alt valor estratègic.
El 75è Regiment de Rangers és la principal unitat d'infanteria de l'exèrcit dels Estats Units, amb membres molt especialitzats per performar una gran varietat de missions. A més de l'acció directe, també estan entrenats per prendre camps d'aviació, reconeixement especial, recuperació de personal, inserció clandestina i destrucció d'emplaçaments. El Regiment pot desplegar un batalló de Rangers en 18 hores després de la notificació.